# Mutatocoptops celebensis
Mutatocoptops celebensis är en skalbaggsart som beskrevs av Stefan von Breuning 1964. Mutatocoptops celebensis ingår i släktet Mutatocoptops och familjen långhorningar.
Artens utbredningsområde är Sulawesi. Inga underarter finns listade i Catalogue of Life.